# The Mexecutioner! - The Best of Brujeria
Mexecutioner! The Best Of Brujeria è un album di raccolta del gruppo death metal messicano Brujeria, pubblicato nel 2003.

## Tracce
1. Pura de Venta – 0:41
2. Leyes Narcos – 1:08
3. Matando Gueros – 2:23
4. Castigo del Brujo – 1:43
5. Sacrificio – 1:16
6. Padre Nuestro – 2:13
7. Raza Odiada (Pito Wilson) – 3:30
8. La Ley de Plomo – 2:46
9. Colas de Rata – 1:33
10. Hechando Chingasos (Greñudos Locos II) – 3:34
11. La Migra (Cruza la Frontera II) – 1:43
12. Consejos Narcos – 2:39
13. Brujerizmo – 3:51
14. Vayan Sin Miedo – 2:17
15. Pititis, Te Invoco – 2:23
16. Laboratorio Cristalitos – 1:34
17. Division del Norte – 3:55
18. Anti-Castro – 2:34
19. El Desmadre – 1:40
20. Ritmos Satánicos – 6:55